# Hoplothrips fuscicornis
Hoplothrips fuscicornis är en insektsart som först beskrevs av Ian A. Hood 1916.  Hoplothrips fuscicornis ingår i släktet Hoplothrips och familjen rörtripsar. Inga underarter finns listade i Catalogue of Life.